# Donovan Ricketts
Donovan Ricketts (* 7. Juni 1977 in Montego Bay, Saint James Parish) ist ein jamaikanischer Fußballspieler auf der Position eines Torwarts.

## Karriere

### Jugend
Der in Montego Bay geborene und aufgewachsene Ricketts begann seine aktive Karriere als Fußballspieler beim Jugendfußballklub Wadadah F.C. Nach seiner Zeit an der University of the West Indies spielte er noch zwei Jahre für Village United, ehe er 2004 zu den Bolton Wanderers wechselte.

### Bradford City
Da er in Bolton keine Spielpraxis bekam, wurde er an Bradford City ausgeliehen. Zu seinem Debüt bei Bradford kam es im April 2005. Nach einem Jahr unterzeichnete er einen Vertrag bei Bradford. Im Laufe der Zeit wurde Ricketts Stammspieler und absolvierte über 100 Spiele für Bradford City in der League Two.

### Zurück nach Jamaika
2008 kehrte Ricketts zu seinem ehemaligen Jugendclub zurück und spielte die letzten fünf Spieltage für Village United im Tor.

### Major League Soccer
Im Dezember 2008 unterschrieb Ricketts einen Vertrag bei der LA Galaxy. Unter Trainer Bruce Arena spielte er eine erfolgreiche Saison und wurde zum besten Torhüter der Saison 2009/10 gekürt.
Durch eine Verletzung konnte Ricketts in der Saison 2010/11 nur 15 Spiele in der MLS bestreiten. Ricketts verlor infolge seiner Verletzung seinen Platz in der Startaufstellung. Am 28. November 2011 wechselte Ricketts zu Montreal Impact. Die Ablösesumme ist unbekannt. Dort war er Stammtorhüter und bestritt 24 Spiele für die Kanadier, bevor er im August 2012 im Austausch gegen Troy Perkins zu den Portland Timbers wechselte. Ricketts wurde am 10. Dezember 2014 von Orlando City im MLS Expansion Draft ausgewählt.

### Nationalmannschaftskarriere
Ricketts nahm an der Fußball-Weltmeisterschaft 1998 teil, wurde aber in keinem Spiel eingesetzt. Seitdem bestritt er 100 Spiele für die Nationalmannschaft und spielte bei drei WM-Qualifikationen (2002, 2006 und 2010) für Jamaika im Tor.

## Erfolge

### LA Galaxy
- Sieger der „MLS Western Conference“: 2009
- MLS-Cup-Finalist: 2009
- 2. Platz MLS Supporters’ Shield: 2009
- 2. Platz Pan-Pacific Championship: 2009
- MLS Supporter’s Shield: 2010